# Pedilochilus montanus
Pedilochilus montanus är en orkidéart som beskrevs av Henry Nicholas Ridley. Pedilochilus montanus ingår i släktet Pedilochilus och familjen orkidéer. Inga underarter finns listade i Catalogue of Life.